# 21 października
21 października jest 294. (w latach przestępnych 295.) dniem w kalendarzu gregoriańskim. Do końca roku pozostaje 71 dni.

## Święta
- Imieniny obchodzą: Bernard, Celina, Dacjusz, Dobromił, Elżbieta, Hilarion, Jakub, Karol, Klementyna, Malchus, Pelagia, Pelagiusz, Piotr, Samuel, Urszula, Wendelin, Wszebora i Zotyk.
- Brytyjskie Wyspy Dziewicze – Dzień św. Urszuli
- Burundi – Dzień Ndadaye (zob. Melchior Ndadaye)
- Honduras – Święto Sił Zbrojnych
- Wyspy Marshalla – Compact Day
- Międzynarodowy Dzień Mediacji[1]
- wspomnienia i święta w Kościele katolickim[2][3] obchodzą:
  - św. Celina (matka św. Remigiusza)
  - bł. Jakub Strzemię
  - bł. Karol I Habsburg
  - św. Laura Montoya (apostołka kolumbijskich Indian)
  - bł. Piotr z Città di Castello (prezbiter)
  - św. Urszula z Kolonii (męczennica)

## Wydarzenia w Polsce
- 1578 – I wojna polsko-rosyjska: zwycięstwo wojsk polskich w bitwie pod Kiesią.
- 1595 – Dzień po wygranej przez wojska polskie bitwie pod Cecorą zawarto traktat pokojowy, na mocy którego Tatarzy uznali władzę Jeremiego Mohyły osadzonego na tronie mołdawskim przez kanclerza Jana Zamoyskiego i zgodzili się, by na obszarze Hospodarstwa pozostały polskie wojska. Dwa dni później armia tatarska rozpoczęła odwrót.
- 1658 – IV wojna polsko-rosyjska: w bitwie pod Werkami wojska moskiewskie księcia Jurija Dołgorukowa pokonały siły polsko-litewskie dowodzone przez hetmana polnego litewskiego Wincentego Gosiewskiego, który trafił do niewoli.
- 1671 – Wojna polsko-kozacko-tatarska: hetman polny koronny Jan Sobieski rozgromił wojska kozacko-tatarskie w bitwie pod Kalnikiem.
- 1702 – Cesarz Leopold I Habsburg wydał Złotą Bullę ustanawiającą jezuicką Akademię Leopoldyńską we Wrocławiu ze wszystkimi przywilejami uniwersytetów europejskich, początkowo z jedynym fakultetem teologicznym (obecnie Uniwersytet Wrocławski).
- 1818 – Założono Kaliskie Towarzystwo Muzyczne.
- 1827 – Po raz pierwszy zwołano Sejm Wielkiego Księstwa Poznańskiego.
- 1831 – Kapitulacja twierdzy zamojskiej i upadek powstania listopadowego.
- 1863 – Powstanie styczniowe: zwycięstwo wojsk rosyjskich w bitwie pod Jurkowicami.
- 1893 – Zainaugurował działalność Teatr Miejski w Krakowie (obecnie Teatr im. Juliusza Słowackiego).
- 1933 – Ukraiński nacjonalista Mykoła Łemyk, na znak protestu przeciwko wywołaniu wielkiego głodu na Ukrainie, zamordował naczelnika kancelarii konsulatu sowieckiego we Lwowie i jednocześnie emisariusza sowieckiego wywiadu Aleksieja Majłowa.
- 1939 – Niemcy dokonali egzekucji zakładników w Lesznie, Śremie, Osiecznej, Włoszakowicach, Gostyniu, Krobi i Poniecu.
- 1943 – W swym mieszkaniu przy ul. Ludwiki 6 w Warszawie została aresztowana przez Gestapo Irena Sendlerowa.
- 1949 – Przekazano do eksploatacji pierwszy zbudowany po wojnie w Polsce statek pełnomorski SS „Sołdek”.
- 1954 – Premiera filmu sensacyjnego Niedaleko Warszawy w reżyserii Marii Kaniewskiej.
- 1956:
  - Władysław Gomułka został I sekretarzem KC PZPR, zastępując na tym stanowisku Edwarda Ochaba.
  - W Sosnowcu otwarto Stadion Ludowy.
  - W Suwałkach odnotowano polskie październikowe minimum temperatury (−14,2 °C).
- 1957 – Założono Aeroklub Ziemi Mazowieckiej.
- 1963 – Ostatni żołnierz polskiego podziemia antykomunistycznego i niepodległościowego sierżant Józef Franczak ps. „Laluś” poległ w walce z obławą ZOMO we wsi Majdan Kozic Górnych na Lubelszczyźnie.
- 1970 – Amerykanin Garrick Ohlsson został laureatem I nagrody VIII Międzynarodowego Konkursu Pianistycznego im. Fryderyka Chopina.
- 1983 – Wmurowano kamień węgielny pod budowę Instytutu Centrum Zdrowia Matki Polki w Łodzi.
- 1984 – Biskupi archidiecezji warszawskiej wystosowali list do wiernych, w którym wyrazili niepokój o losy zaginionego ks. Jerzego Popiełuszki.
- 1985 – Premiera komedii erotycznej Och, Karol w reżyserii Romana Załuskiego.
- 2000 – W teleturnieju Milionerzy emitowanym przez telewizję TVN po raz pierwszy padła wygrana w wysokości 500 000 złotych.
- 2004 – Były prezydent Czechosłowacji i Czech Václav Havel odebrał doktorat honoris causa Uniwersytetu Warszawskiego.
- 2005 – Rafał Blechacz wygrał XV Międzynarodowy Konkurs Pianistyczny im. Fryderyka Chopina.
- 2006 – W swym domu w Kiełpinie popełniła samobójstwo 14-letnia Ania Halman, uczennica Gimnazjum nr 2 w Gdańsku, która dzień wcześniej została w trakcie lekcji upokorzona przez pięciu uczniów swojej klasy.
- 2007 – Platforma Obywatelska wygrała przedterminowe wybory parlamentarne.
- 2010 – Piotr Duda został wybrany na stanowisko przewodniczącego NSZZ „Solidarność”.
- 2015 – Koreańczyk Cho Seong-jin został laureatem I nagrody XVII Międzynarodowego Konkursu Pianistycznego im. Fryderyka Chopina.
- 2021 – Kanadyjczyk pochodzenia chińskiego Bruce Liu został laureatem I nagrody XVIII Międzynarodowego Konkursu Pianistycznego im. Fryderyka Chopina.

## Wydarzenia na świecie
- 54 p.n.e. – Zwycięstwo Galów nad Rzymianami w bitwie pod Aduatucą.
- 686 – Konon został papieżem.
- 1032 – Teofilatto di Tusculo został wybrany na papieża i przybrał imię Benedykt IX.
- 1056 – Rozpoczęto spisywanie Ewangeliarza Ostromira.
- 1096 – I wyprawa ludowa: wojska sułtana seldżuckiego Sułtanatu Rum Kilidża Arslana I dokonały masakry uczestników krucjaty ludowej w bitwie pod Civetot. Nie zdołały jednak powstrzymać marszu krucjaty rycerskiej.
- 1187 – Kardynał Alberto de Morra został wybrany na papieża i przybrał imię Grzegorz VIII.
- 1303 – Rozpoczęło się konklawe, które następnego dnia wybrało Benedykta XI na następcę Bonifacego VIII.
- 1392 – Go-Komatsu został cesarzem Japonii.
- 1422 – Karol VII Walezjusz został królem Francji.
- 1435 – Jan Rokycana został wybrany przez utrakwistów arcybiskupem Pragi.
- 1494 – Ludwik Sforza został księciem Mediolanu.
- 1520 – W czasie swej wyprawy dookoła świata Ferdynand Magellan odkrył cieśninę nazwaną później jego imieniem.
- 1600 – Stoczono bitwę pod Sekigaharą (Japonia).
- 1621 – Na Plaza Mayor w Madrycie z rozkazu króla Filipa IV Habsburga został ścięty hrabia Oliva i markiz Siete Iglesias Rodrigo Calderón.
- 1638 – W wyniku uderzenia pioruna kulistego w kościół w Widecombe-in-the-Moor w Anglii zginęły 4 osoby, a 60 zostało rannych.
- 1680 – Założono francuski teatr narodowy Comédie-Française w Paryżu.
- 1719 – Wojna Hiszpanii z koalicją angielsko-francusko-austriacką: wojska angielskie zdobyły Vigo.
- 1792 – I koalicja antyfrancuska: francuskie wojska rewolucyjne zajęły niemiecką Moguncję.
- 1797 – Wszedł do służby najstarszy obecnie pływający okręt na świecie USS „Constitution”.
- 1798 – W Kairze wybuchło antyfrancuskie powstanie, zdławione tego samego dnia.

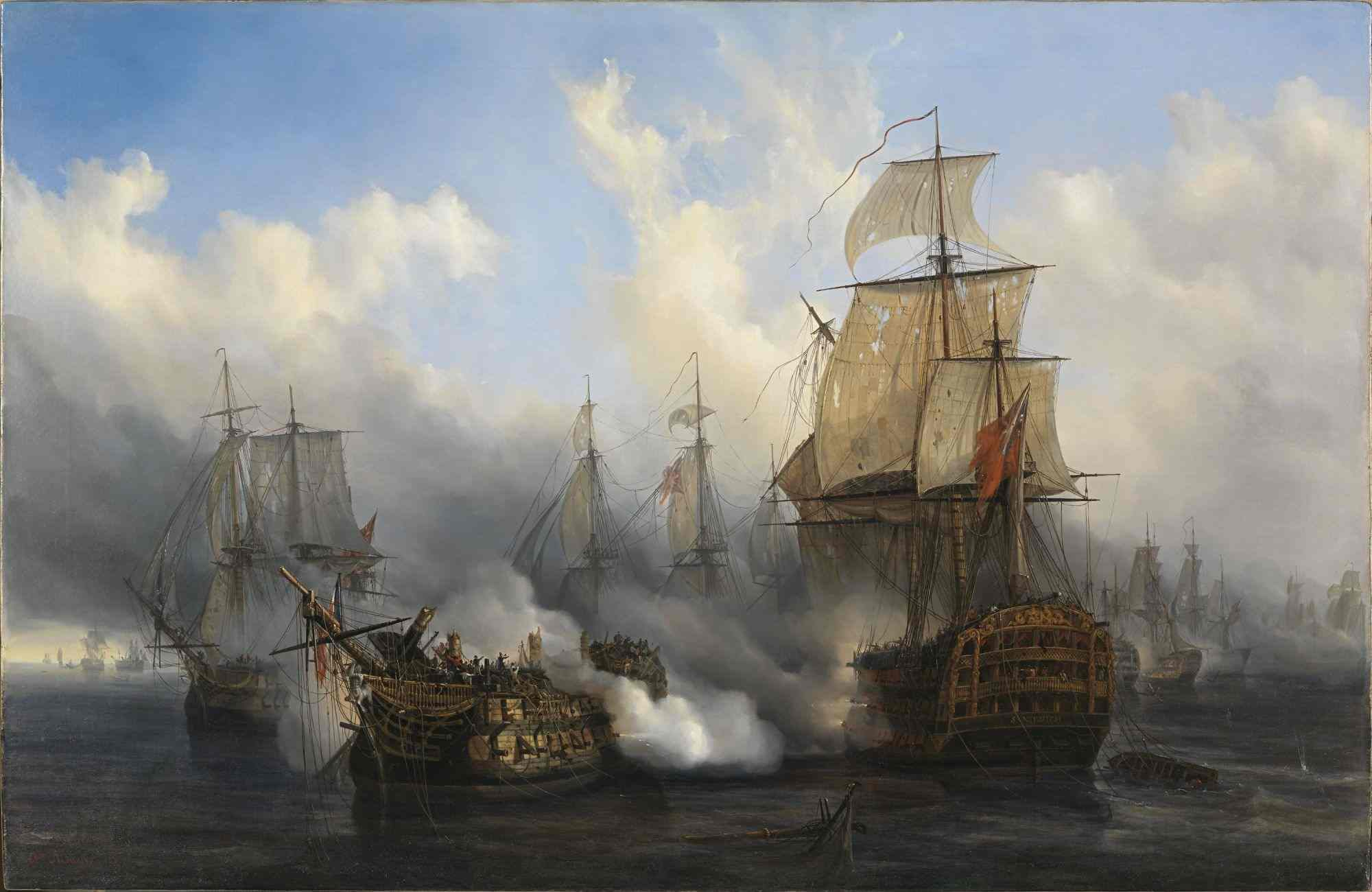
Bitwa pod Trafalgarem na obrazie Auguste’a Mayera

- 1805 – III koalicja antyfrancuska: zwycięstwo floty brytyjskiej nad francusko-hiszpańską w bitwie pod Trafalgarem.
- 1824 – Anglik Joseph Aspdin opatentował cement portlandzki.
- 1858 – W Paryżu odbyła się premiera operetki Orfeusz w piekle Jacques’a Offenbacha.
- 1861 – Wojna secesyjna: zwycięstwo Konfederatów w bitwie pod Ball’s Bluff i Unionistów w bitwie pod Fredericktown.
- 1862 – Niemiecki astronom Heinrich Louis d’Arrest odkrył planetoidę (76) Freia.
- 1879 – W Menlo Park w stanie New Jersey zespół badawczy pod kierownictwem Thomasa Alvy Edisona skonstruował pierwszą w pełni użyteczną żarówkę z grafitowym żarnikiem, która świeciła przez kilkadziesiąt godzin.
- 1882 – W Tokio założono prywatny Uniwersytet Waseda.
- 1888 – Założono Socjaldemokratyczną Partię Szwajcarii.
- 1895 – Po 5 miesiącach istnienia Republika Tajwanu została zlikwidowana przez wojska japońskie.
- 1902 – Zakończył się 5-miesięczny strajk w amerykańskich kopalniach.
- 1907 – Ponad 12 tys. osób zginęło w trzęsieniu ziemi w Tadżykistanie.
- 1914 – I wojna światowa: Turcja zamknęła dla żeglugi drogę wodną przez cieśniny Bosfor i Dardanele.
- 1916 – Premier Austrii Karl von Stürgkh został zastrzelony w wiedeńskiej restauracji przez filozofa Friedricha Adlera.
- 1918 – Włodzimierz Lenin powołał Główny Zarząd Wywiadowczy (GRU).
- 1919:
  - Austriacki parlament ratyfikował traktat pokojowy z Saint Germain. Powstała I Republika Austriacka.
  - Zgromadzenie Ustawodawcze Estonii przyjęło ustawę o Sądzie Najwyższym.
- 1920:
  - Ahmed Tevfik Pasza został po raz trzeci wielkim wezyrem Imperium Osmańskiego (ostatnim przed likwidacją urzędu).
  - Ukazało się pierwsze wydanie dziennika „Rudé právo”, centralnego organu Komunistycznej Partii Czechosłowacji (KPCz).
- 1921 – Zainaugurował działalność Komunistyczny Uniwersytet Pracujących Wschodu w Moskwie.
- 1923 – W Deutsches Museum w Monachium uruchomiono pierwsze na świecie planetarium.
- 1930 – 271 górników zginęło w katastrofie w kopalni węgla kamiennego w Alsdorfie koło Akwizgranu.
- 1931:
  - W Drugiej Republice Hiszpańskiej wprowadzono cenzurę prasy.
  - Wybuchło antybrytyjskie powstanie Greków cypryjskich.
- 1933 – Niemcy wystąpiły z Ligi Narodów.
- 1938 – II wojna chińsko-japońska: wojska japońskie zajęły Kanton.
- 1940:
  - Premier Wielkiej Brytanii Winston Churchill wygłosił (po francusku) przemówienie radiowe do Francuzów.
  - Została wydana powieść Ernesta Hemingwaya Komu bije dzwon.
- 1942 – Na wysokości norweskiego miasta Lindesnes bombowiec Królewskich Nowozelandzkich Sił Powietrznych Handley Page Hampden storpedował i zatopił niemiecki statek transportowy MS „Palatia”, przewożący radzieckich i wschodnioeuropejskich jeńców wojennych na roboty przymusowe do okupowanej Norwegii. Zginęło 986 osób (w tym 915 jeńców), a uratowano 78 jeńców i 108 członków załogi.
- 1943:
  - Kampania śródziemnomorska: u wybrzeży Algierii brytyjski bombowiec Vickers Wellington zatopił bombami głębinowymi niemiecki okręt podwodny U-431(inne języki) wraz z całą, 52-osobową załogą.
  - Rozpoczęła się likwidacja getta żydowskiego w Mińsku.
- 1944:
  - Front zachodni: zwycięstwo wojsk amerykańskich w bitwie o Akwizgran (2–21 października).
  - Wojna o Pacyfik: doszło do pierwszego ataku kamikaze (na australijski krążownik HMAS „Australia”).
  - Żołnierze radzieccy dokonali zbrodni na niemieckiej ludności w Nemmersdorf (Prusy Wschodnie).
- 1945 – We Francji odbyły się wybory do Zgromadzenia Ustawodawczego i referendum konstytucyjne.
- 1947:
  - Brazylia i Chile zerwały stosunki dyplomatyczne z ZSRR.
  - Rozpoczęła się operacja wysiedlenia rodzin z zachodniej Ukrainy, których członkowie byli podejrzewani o współpracę z OUN lub UPA.
- 1948:
  - I wojna izraelsko-arabska: zakończyła się operacja „Awak” (23 sierpnia – 21 października), w trakcie której Siły Powietrzne Izraela dostarczyły zaopatrzenie do żydowskich osiedli izolowanych przez wojsko egipskie na pustyni Negew; zwycięstwo wojsk izraelskich nad egipskimi w bitwie o Beer Szewę (20–21 października).
- 1955 – Chivu Stoica został premierem Rumunii.
- 1956 – Prezydent Hondurasu Juan Lozano Díaz został obalony w wyniku wojskowego zamachu stanu.
- 1959 – W Nowym Jorku otwarto Muzeum Guggenheima.
- 1961 – Dokonano oblotu francuskiego samolotu rozpoznawczo-patrolowego Breguet Atlantic.
- 1963 – Założono Europejską Konfederację Piłki Siatkowej (CEV) z siedzibą w Luksemburgu.
- 1964 – W Nowym Jorku został uprowadzony boss mafijny Joseph Bonanno, co doprowadziło do wybuchu tzw. wojny bananowej między amerykańskimi rodzinami mafijnymi.
- 1966 – Na walijską wieś Aberfan osunęła się hałda kopalniana, w wyniku czego zginęły 144 osoby, głównie uczniowie z zasypanej szkoły (katastrofa w Aberfan).
- 1967 – Wojna na wyczerpanie: egipskie kutry rakietowe typu „Komar” zatopiły izraelski niszczyciel INS „Ejlat”, w wyniku czego zginęło 47 marynarzy, a 41 zostało rannych.
- 1969:
  - Gen. Mohammed Siad Barre dokonał wojskowego zamachu stanu i przejął władzę w Somalii.
  - Willy Brandt został kanclerzem RFN.
- 1970 – Otwarto sześciopasmowy most autostradowy Lillebæltsbroen nad Małym Bełtem (Dania), łączący Jutlandię z wyspą Fionia.
- 1971 – 21 osób zginęło, a ok. 100 zostało rannych w wyniku eksplozji gazu w centrum handlowym w Clarkston na przedmieściach Glasgow.
- 1978 – Pilotujący awionetkę 20-letni Australijczyk Frederick Valentich zaginął w niewyjaśnionych okolicznościach nad Cieśniną Bassa. Wcześniej informował wieżę kontroli lotów w Melbourne o ścigającym go UFO.
- 1981:
  - Andreas Papandreu został premierem Grecji.
  - Premiera francuskiego filmu sensacyjnego Zawodowiec w reżyserii Georges’a Lautnera.
- 1983 – XVII Generalna Konferencja Miar ustaliła obecnie obowiązującą definicję metra.
- 1986 – Wyspy Marshalla uzyskały niepodległość (od USA).
- 1987 – W szpitalu w Dżafnie na północy Sri Lanki indyjscy żołnierze dokonali masakry 68–70 pacjentów i członków personelu narodowości tamilskiej.
- 1988 – Ukazał się album Look Sharp! szwedzkiego duetu Roxette.
- 1989 – 127 osób zginęło, a 19 zostało rannych w katastrofie honduraskiego Boeinga 727 w Hondurasie.
- 1990:
  - Dany Szamun, syn byłego prezydenta Libanu Kamila Szamuna i lider Narodowej Partii Liberalnej został zamordowany w swym mieszkaniu w Bejrucie wraz z żoną i dwoma synami.
  - Palestyński zamachowiec zasztyletował w Jerozolimie 3 Izraelczyków, a jednego zranił.
- 1992 – Mart Laar został premierem Estonii.
- 1993 – Został zamordowany prezydent Burundi Melchior Ndadaye, co spowodowało wybuch krwawej wojny domowej.
- 1994:
  - W estońskim mieście Tammiku trzej złomiarze ukradli blok metalu zawierający promieniotwórczy cez-137. Jeden z nich został śmiertelnie napromieniowany, a troje członków jego rodziny i dwóch pozostałych zapadło na chorobę popromienną.
  - W wyniku zawalenia się mostu Seongsu w Seulu zginęły 32 osoby.
- 1996 – Ukazał się singiel Madonny z oscarową piosenką You Must Love Me, pochodzącą z filmu Evita.
- 1998:
  - Massimo D’Alema został premierem Włoch.
  - Została przyjęta nowa konstytucja Albanii.
- 1999 – II wojna czeczeńska: 140 osób zginęło, a kilkaset zostało rannych w wyniku rosyjskiego ostrzału rakietowego centrum Groznego.
- 2002 – 14 osób zginęło, a 50 zostało rannych w podwójnym samobójczym zamachu członków Islamskiego Dżihadu na autobus w Haderze w Izraelu.
- 2003:
  - Papież Jan Paweł II powołał 30 nowych kardynałów, w tym Polaka Stanisława Nagyego.
  - Została odkryta planeta karłowata (136199) Eris, której rozmiary początkowo zdawały się być większe od Plutona.
- 2004:
  - Omar Karami został premierem Libanu.
  - Przywódca Kuby Fidel Castro złamał nogę przewracając się po wygłoszeniu przemówienia w Santa Clara.
- 2007:
  - Szwajcarska Partia Ludowa wygrała wybory parlamentarne.
  - W referendum konstytucyjnym w Turcji ponad 70% głosujących opowiedziało się za bezpośrednim wyborem prezydenta i skróceniem jego kadencji do 5 lat.
- 2009 – Prezydent Wysp Marshalla Litokwa Tomeing został zdymisjonowany po przegłosowaniu przez parlament wotum nieufności.
- 2010:
  - 10 osób zginęło, a 9 zostało rannych w wyniku wybuchu bomby w autobusie w miejscowości Matalam na filipińskiej wyspie Mindanao.
  - Przyjęto nowy wzór flagi Birmy.
  - Siergiej Sobianin został merem Moskwy.
- 2013 – 7 osób (w tym zamachowczyni) zginęło, a 37 zostało rannych w wyniku wybuchu bomby w autobusie w rosyjskim Wołgogradzie.
- 2014:
  - 5 osób, w tym szef francuskiego koncernu petrochemicznego Total Christophe de Margerie, zginęło w wyniku zderzenia jego prywatnego samolotu z ciężarówką-pługiem na podmoskiewskim lotnisku Wnukowo.
  - Południowoafrykański lekkoatleta Oscar Pistorius został skazany na 5 lat więzienia za nieumyślne spowodowanie śmierci swojej partnerki Reevy Steenkamp.
- 2016 – 79 osób zginęło, a 551 zostało rannych w wyniku wykolejenia przepełnionego pociągu w miejscowości Eséka w południowo-zachodnim Kamerunie.
- 2021 – Na planie niezależnego westernu Rust w Santa Fe w stanie Nowy Meksyk aktor Alec Baldwin nieumyślnie postrzelił reżysera Joela Souzę i operatorkę Halynę Hutchins. Souza został poważnie ranny, z kolei Hutchins zmarła od ran w trakcie transportu do szpitala.

## Zdarzenia astronomiczne ieksploracja kosmosu
- 1342 – Miał miejsce tranzyt Merkurego.
- 1962 – Amerykańska sonda Ranger 5 przeleciała 725 km nad powierzchnią Księżyca i weszła na orbitę okołosłoneczną.
- 2001 – Rozpoczęła się misja statku Sojuz TM-33 na Międzynarodową Stację Kosmiczną z południowoafrykańskim turystą kosmicznym Markiem Shuttleworthem na pokładzie.

## Urodzili się
- 1328 – Hongwu, cesarz Chin (zm. 1398)
- 1449 – Jerzy Plantagenet, książę Clarence (zm. 1478)
- 1521 – Lucio Sassi, włoski kardynał (zm. 1604)
- 1541 – Domenico Pinelli, włoski kardynał (zm. 1611)
- 1581 – Domenichino, włoski malarz (zm. 1641)
- 1621 – Mikołaj Barré, francuski zakonnik, błogosławiony (zm. 1686)
- 1628 – Ursula Micaela Morata, hiszpańska zakonnica, mistyczka, Służebnica Boża (zm. 1703)
- 1643 – Georg Samuel Dörffel, niemiecki astronom (zm. 1688)
- 1650 – Jean Bart, francuski admirał pochodzenia flamandzkiego (zm. 1702)
- 1664 – Praskowia Sałtykowa, caryca Rosji (zm. 1723)
- 1672 – Filip Orlik, hetman kozacki (zm. 1742)
- 1675 – Higashiyama, cesarz Japonii (zm. 1710)
- 1687 – Nicolaus I Bernoulli, szwajcarski matematyk (zm. 1759)
- 1708 – Joachim von Düben, szwedzki baron, polityk, dyplomata (zm. 1786)
- 1712 – James Steuart, brytyjski ekonomista (zm. 1780)
- 1725 – Franz Moritz von Lacy, austriacki feldmarszałek (zm. 1801)
- 1728 – José Moñino, hiszpański polityk (zm. 1808)
- 1755 – Antoine-Chrysostome Quatremère de Quincy, francuski archeolog, estetyk (zm. 1849)
- 1757:
  - Pierre Augereau, francuski generał, książę Castiglione, marszałek Francji (zm. 1816)
  - Martin Kuralt, słoweński duchowny katolicki, poeta, bibliotekarz, publicysta (zm. 1845)
- 1762 – Herman Willem Daendels, niderlandzki generał (zm. 1818)
- 1764 – János Bihari, węgierski skrzypek pochodzenia romskiego (zm. 1827)
- 1772 – Samuel Taylor Coleridge, brytyjski poeta (zm. 1834)
- 1775 – Abbate Baini, włoski kompozytor (zm. 1844)
- 1790 – Alphonse de Lamartine, francuski poeta, polityk, minister spraw zagranicznych (zm. 1869)
- 1807 – Napoléon-Henri Reber, francuski kompozytor (zm. 1880)
- 1813 – Józefina, księżniczka badeńska (zm. 1900)
- 1817:
  - Antonio F. Coronel, amerykański polityk, burmistrz Los Angeles pochodzenia meksykańskiego (zm. 1894)
  - Wilhelm Roscher, niemiecki ekonomista (zm. 1894)
- 1819 – Milan Obrenowić, książę Serbii (zm. 1839)
- 1820 – John W. Dawson, amerykański polityk (zm. 1877)
- 1823 – Enrico Betti, włoski matematyk, wykładowca akademicki (zm. 1892)
- 1826 – Juwenaliusz (Połowcew), rosyjski biskup prawosławny (zm. 1904)
- 1827 – Napoléon Bourassa, kanadyjski malarz, pisarz, rzeźbiarz, architekt (zm. 1916)
- 1832 – Gustav Langenscheidt, niemiecki filolog, językoznawca, wydawca (zm. 1895)
- 1833 – Alfred Nobel, szwedzki chemik, przemysłowiec, wynalazca, fundator nagrody swojego imienia (zm. 1896)
- 1840 – Marijan Marković, bośniacki duchowny katolicki, biskup, administrator apostolski Banja Luki (zm. 1912)
- 1842 – Otton Czeczott, rosyjsko-polski psychiatra (zm. 1924)
- 1844 – Edward Herbst, polski przemysłowiec, filantrop niemieckiego pochodzenia (zm. 1921)
- 1845 – Ulises Heureaux, dominikański wojskowy, polityk, prezydent Dominikany (zm. 1899)
- 1846:
  - Edmondo De Amicis, włoski pisarz, dziennikarz (zm. 1908)
  - Edward Digby, brytyjski arystokrata, polityk (zm. 1920)
- 1847 – Giuseppe Giacosa, włoski pisarz (zm. 1906)
- 1848:
  - Bronisław Bieńkowski, polski filolog klasyczny, pedagog (zm. 1903)
  - Władysław Mierzwiński, polski śpiewak operowy (tenor) (zm. 1909)
- 1851:
  - Aretas Akers-Douglas, brytyjski arystokrata, polityk (zm. 1926)
  - Felix von Barth, niemiecki generał piechoty (zm. 1931)
- 1852:
  - Marian Gawalewicz, polski dramaturg, prozaik, publicysta (zm. 1910)
  - José Toribio Medina, chilijski historyk, pisarz, dyplomata, bibliograf (zm. 1930)
- 1855 – Alfons Babich, polski generał brygady (zm. 1932)
- 1856 – József Noa, węgierski szachista (zm. 1903)
- 1859 – Stanisław Schnür-Pepłowski, polski historyk literatury i teatru, krytyk teatralny, dziennikarz, redaktor, publicysta, prawnik (zm. 1900)
- 1864 – Marcin Biedermann, polski bankier, działacz narodowy (zm. 1915)
- 1866:
  - Władysław Janowski, polski internista, bakteriolog, wydawca (zm. 1928)
  - Mykoła Łahodynśkyj, ukraiński prawnik, adwokat, polityk, działacz społeczny (zm. 1919)
- 1867 – Zygmunt Bartkiewicz, polski dziennikarz, felietonista, pisarz (zm. 1944)
- 1868 – Stanisław Posner, polski prawnik, publicysta, działacz socjalistyczny, polityk, senator RP pochodzenia żydowskiego (zm. 1930)
- 1869:
  - Wiktor Jarosz-Kamionka, polski generał brygady (zm. 1952)
  - Gumersindo Soto Barros, hiszpański dominikanin, męczennik, błogosławiony (zm. 1936)
- 1874:
  - Henri Guisan, szwajcarski generał (zm. 1960)
  - Charles R. Knight, amerykański malarz (zm. 1953)
  - Stanisław Kostka Łukomski, polski duchowny katolicki, biskup łomżyński (zm. 1948)
- 1878:
  - Gyula Krúdy, węgierski pisarz (zm. 1933)
  - Uładzimir Piczeta, białoruski historyk, archeolog, wykładowca akademicki (zm. 1947)
- 1880 – Viking Eggeling, szwedzki grafik, filmowiec (zm. 1925)
- 1882 – Maximiliano Hernández Martínez, salwadorski generał, polityk, prezydent Salwadoru (zm. 1966)
- 1884 – Max Mack, niemiecki reżyser filmowy (zm. 1973)
- 1886 – Eugene Ely, amerykański pilot, pionier lotnictwa morskiego (zm. 1911)
- 1888:
  - Carin Göring, szwedzka arystokratka (zm. 1931)
  - Helena Szafran, polska botanik (zm. 1969)
- 1892 – Otto Nerz, niemiecki trener piłkarski (zm. 1949)
- 1893 – Josef Meissner, czeski trener piłkarski (zm. ?)
- 1895:
  - Pekka Johansson, fiński lekkoatleta, oszczepnik (zm. 1983)
  - Edna Purviance, amerykańska aktorka (zm. 1958)
- 1896 – Jewgienij Szwarc, rosyjski pisarz (zm. 1958)
- 1897 – Andrzej Wronka, polski duchowny katolicki, biskup pomocniczy wrocławski (zm. 1974)
- 1899:
  - Karol Kałuża, polski duchowny rzymskokatolicki (zm. 1943)
  - Grigorij Roszal, rosyjski reżyser filmowy (zm. 1983)
- 1900:
  - Konrad Granström, szwedzki gimnastyk (zm. 1982)
  - Henryk Szaro, polski reżyser filmowy i teatralny, scenarzysta pochodzenia żydowskiego (zm. 1942)
  - Marinus Valentijn, holenderski kolarz szosowy (zm. 1991)
- 1901:
  - Joseph S. Clark, amerykański polityk, senator (zm. 1990)
  - Władysław Jan Grabski, polski pisarz katolicki, poeta, publicysta (zm. 1970)
  - Gerhard von Rad, niemiecki teolog luterański (zm. 1971)
- 1902:
  - Jan Reyman, polski piłkarz, trener (zm. 1984)
  - Juan José Tramutola, argentyński trener piłkarski (zm. 1968)
- 1903 – Czesław Strzeszewski, polski ekonomista, socjolog, filozof, etyk, wykładowca akademicki (zm. 1999)
- 1904:
  - Francisca Celsa dos Santos, brazylijska superstulatka (zm. 2021)
  - Arturo Chini Ludueña, włoski piłkarz pochodzenia argentyńskiego (zm. 1993)
  - Kurt Gruber, niemiecki działacz nazistowski, przywódca Hitlerjugend (zm. 1943)
  - Patrick Kavanagh, irlandzki pisarz, poeta, krytyk literacki (zm. 1967)
- 1905 – Feliks Szczepański, polski śpiewak, aktor (zm. 1978)
- 1906:
  - Lillian Asplund, amerykańska pasażerka „Titanica“ (zm. 2006)
  - Ernesto Civardi, włoski kardynał (zm. 1989)
- 1907:
  - Ludwik Witold Paszkiewicz, polski porucznik pilot, as myśliwski (zm. 1940)
  - Katarzyna Szymon, polska mistyczka, stygmatyczka, wizjonerka (zm. 1986)
- 1908:
  - Birger Lensander, szwedzki aktor (zm. 1971)
  - Aleksander Schneider, amerykański skrzypek pochodzenia żydowskiego (zm. 1993)
- 1909 – Frank Brewin, indyjski hokeista na trawie (zm. 1976)
- 1910 – Karol Herman Stępień, polski franciszkanin, męczennik, błogosławiony (zm. 1943)
- 1911:
  - Paul-Émile André, belgijski kolarz torowy i szosowy (zm. 1996)
  - Adolf Forbert, polski fotograf, operator i reżyser filmowy pochodzenia żydowskiego (zm. 1992)
- 1912:
  - Gracjan Bojar-Fijałkowski, polski oficer, pisarz, historyk (zm. 1984)
  - Maria Cedro-Biskupowa, polska poetka i pisarka ludowa (zm. 2013)
  - Ludwik Perski, polski reżyser filmów dokumentalnych (zm. 1993)
  - Georg Solti, węgierski dyrygent, pianista pochodzenia żydowskiego (zm. 1997)
  - Apoloniusz Zawilski, polski pułkownik, pisarz (zm. 2004)
- 1914:
  - Martin Gardner, amerykański dziennikarz, popularyzator nauki (zm. 2010)
  - Kazimierz Świątek, polski duchowny katolicki, arcybiskup metropolita mińsko-mohylewski, kardynał (zm. 2011)
  - Ferdynand Zamojski, polski pisarz (zm. 1984)
- 1915:
  - Iwan Borzow, radziecki marszałek lotnictwa (zm. 1974)
  - Barbara Kostrzewska, polska śpiewaczka operowa (sopran) (zm. 1986)
  - Adele Palmer, amerykańska kostiumografka (zm. 2008)
  - Oliver Paynie Pearson, amerykański zoolog (zm. 2003)
- 1917:
  - Dizzy Gillespie, amerykański trębacz, kompozytor i wokalista jazzowy (zm. 1993)
  - Alfons Mańka, polski kleryk katolicki, męczennik, Sługa Boży (zm. 1941)
  - Edmund Neustein, polski księgarz, wydawca pochodzenia żydowskiego (zm. 2001)
  - Stanisława Paciorek, polska niepokalanka, katechetka, pisarka (zm. 2006)
- 1918:
  - Bohdan Bartosiewicz, polski siatkarz, koszykarz, trener (zm. 2015)
  - Henryk Koniuszewski, polski kapral strzelec radiotelegrafista (zm. 1939)
  - Václav Voska, czeski aktor (zm. 1982)
- 1920:
  - Hy Averback, amerykański reżyser filmowy (zm. 1997)
  - Władysław Grzędzielski, polski dziennikarz, publicysta, dyplomata (zm. 2007)
- 1921:
  - Malcolm Arnold, brytyjski kompozytor (zm. 2006)
  - Billy Hassett, amerykański koszykarz, trener (zm. 1992)
  - Ingrid van Houten-Groeneveld, holenderska astronom (zm. 2015)
  - Victor McKusick, amerykański genetyk kliniczny (zm. 2008)
  - Meszulam Dowid Sołowiejczyk, izraelski rabin ultraortodoksyjny (zm. 2021)
- 1922:
  - Liliane Bettencourt, francuska ekonomistka, bizneswoman, filantropka (zm. 2017)
  - Karla Kienzl, austriacka saneczkarka (zm. 2018)
- 1923:
  - Józef Bandzo, polski żołnierz AK (zm. 2016)
  - Horst Herold, niemiecki policjant, prawnik, szef Federalnej Policji Kryminalnej Niemiec (zm. 2018)
  - Zenon Komender, polski mechanik, ekonomista, polityk, poseł na Sejm PRL, minister handlu wewnętrznego i usług, wicepremier, członek Rady Państwa (zm. 1993)
  - Jan Łopuszański, polski fizyk teoretyczny, wykładowca akademicki (zm. 2008)
  - Helena Seidel, polska bibliotekarz i filolog (zm. 2003)
- 1924:
  - Maria Bolognesi, włoska mistyczka, błogosławiona (zm. 1980)
  - Chin Peng, malezyjski polityk komunistyczny (zm. 2013)
  - Ed McIlvenny, amerykańsko-szkocki piłkarz (zm. 1989)
  - Stefan Nowak, polski socjolog, wykładowca akademicki (zm. 1989)
- 1925:
  - Celia Cruz, kubańska piosenkarka (zm. 2003)
  - Frank Mundus, amerykański łowca rekinów (zm. 2008)
  - Olgierd Narkiewicz, polski lekarz, anatom, neuroanatom (zm. 2010)
  - Louis Robichaud, kanadyjski polityk, premier Nowego Brunszwiku (zm. 2005)
  - Henryk Stawski, polski ekonomista, prawnik, polityk, poseł na Sejm PRL (zm. 1998)
- 1926:
  - Květa Eretová, czeska szachistka (zm. 2021)
  - Janina Leszczyńska-Jajszczok, polska łyżwiarka figurowa (zm. 2013)
  - Stanisław Sakiel, polski lekarz (zm. 2013)
- 1927:
  - Władimir Arbiekow, rosyjski twórca filmów animowanych (zm. 2000)
  - Sałamat Mukaszew, kazachski i radziecki polityk (zm. 2004)
  - Sergio Valech, chilijski duchowny katolicki, biskup pomocniczy Santiago, działacz na rzecz praw człowieka (zm. 2010)
  - Fritz Wintersteller, austriacki wspinacz (zm. 2018)
  - Howard Zieff, amerykański reżyser, fotograf (zm. 2009)
- 1928:
  - Stanisław Fijałkowski, polski śpiewak ludowy (zm. 2012)
  - Whitey Ford, amerykański baseballista (zm. 2020)
  - Józef Kański, polski muzykolog, krytyk muzyczny, pianista (zm. 2023)
  - Ardico Magnini, włoski piłkarz (zm. 2020)
  - Vern Mikkelsen, amerykański koszykarz, trener pochodzenia duńskiego (zm. 2013)
- 1929:
  - Ursula K. Le Guin, amerykańska pisarka fantasy (zm. 2018)
  - George Junius Stinney, amerykański przestępca, najmłodsza ofiara krzesła elektrycznego (zm. 1944)
- 1930:
  - Julian Dziedzina, polski aktor, reżyser i krytyk filmowy (zm. 2007)
  - Salvatore Isgro, włoski duchowny katolicki, arcybiskup Sassari (zm. 2004)
  - Iwan Siłajew, rosyjski inżynier lotnictwa, polityk, minister przemysłu lotniczego, premier Rosji (zm. 2023)
  - Stanisław Stachowski, polski slawista, turkolog, leksykograf (zm. 2021)
- 1931:
  - Ali Beratlıgil, turecki piłkarz, trener (zm. 2016)
  - Nicole Courcel, francuska aktorka (zm. 2016)
  - Simon Gray, brytyjski prozaik, dramaturg (zm. 2008)
  - Jadwiga Janus, polska rzeźbiarka, autorka instalacji (zm. 2019)
  - Shammi Kapoor, indyjski aktor, reżyser filmowy (zm. 2011)
  - Józef Osek, polski wojskowy, generał brygady, dyrektor Departamentu I MSW (zm. 2025)
  - Hugh Thomas, brytyjski pisarz, historyk (zm. 2017)
- 1932:
  - Pál Csernai, węgierski piłkarz, trener (zm. 2013)
  - Günther Heidemann, niemiecki bokser (zm. 2010)
  - Maciej Piekarski, polski historyk sztuki, dziennikarz, publicysta (zm. 1999)
- 1933:
  - Marcin Babraj, polski duchowny katolicki, dominikanin, rekolekcjonista, dziennikarz (zm. 2021)
  - Tadeusz Białecki, polski historyk
  - Francisco Gento, hiszpański piłkarz, trener (zm. 2022)
  - Roman Mycielski, polski biolog (zm. 2017)
  - Zdena Salivarová, czeska piosenkarka, pisarka, tłumaczka
  - Zdzisław Waliński, polski żużlowiec (zm. 2019)
  - Nina Winogradowa, rosyjska lekkoatletka, wieloboistka
- 1935:
  - Jadwiga Barańska, polska aktorka (zm. 2024)
  - Derek Bell, irlandzki muzyk, członek zespołu The Chieftains (zm. 2002)
  - Jarosław Kuszewski, polski aktor (zm. 2016)
- 1936:
  - Ion Cernea, rumuński zapaśnik (zm. 2025)
  - Manfred Kiedorf, niemiecki scenograf, ilustrator, miniaturzysta (zm. 2015)
  - Stanisław Majcher, polski nauczyciel, samorządowiec, polityk, prezydent Głogowa (zm. 2023)
  - Joachim Reinelt, niemiecki duchowny katolicki, biskup Drezna i Miśni
- 1937:
  - Andrzej Bychowski, polski aktor, piosenkarz, parodysta
  - Joseph Latino, amerykański duchowny katolicki, biskup Jackson (zm. 2021)
  - Laureano Ruiz, hiszpański piłkarz, trener
  - Edith Scob, francuska aktorka (zm. 2019)
- 1938:
  - James Gunn, amerykański astrofizyk
  - Zdzisław Jan Ryn, polski psychiatra, publicysta, dyplomata (zm. 2022)
  - Božidar Stanišić, czarnogórski piłkarz wodny (zm. 2014)
- 1939:
  - Stanisław Harasimiuk, polski dziennikarz, reportażysta, pisarz
  - Helen, indyjska aktorka, tancerka
  - János Varga, węgierski zapaśnik (zm. 2022)
- 1940:
  - Kazimierz Goebel, polski matematyk (zm. 2022)
  - Adam Hodysz, polski funkcjonariusz SB i UOP
  - Manfred Mann, południowoafrykański muzyk, lider zespołów Manfred Mann i Manfred Mann’s Earth Band
  - Marita Petersen, farerska polityk, premier Wysp Owczych (zm. 2001)
  - Osamu Watanabe, japoński zapaśnik (zm. 2022)
- 1941:
  - Edson Borracha, brazylijski piłkarz, bramkarz
  - Steve Cropper, amerykański gitarzysta, autor piosenek, producent muzyczny, członek zespołów Booker T. and the M.G.’s i The Blues Brothers
  - Marcell Jankovics, węgierski reżyser filmowy, animator (zm. 2021)
  - Jan Pakulski, polski historyk, wykładowca akademicki (zm. 2008)
  - Dickie Pride, brytyjski piosenkarz (zm. 1969)
  - Hans Szyc, polski polityk, poseł na Sejm RP (zm. 2022)
- 1942:
  - Les AuCoin, amerykański polityk
  - Elvin Bishop, amerykański wokalista, gitarzysta
  - Thomas Cavalier-Smith, brytyjski biolog ewolucyjny (zm. 2021)
  - Yvonne Fair, amerykańska piosenkarka (zm. 1994)
  - Guy Saint-Vil, haitański piłkarz
  - Christopher Sims, amerykański ekonomista, wykładowca akademicki, laureat Nagrody Banku Szwecji im. Alfreda Nobla w dziedzinie ekonomii
- 1943:
  - Ron Elliot, amerykański gitarzysta, kompozytor, producent muzyczny, członek zespołu The Beau Brummels
  - Paula Kelly, amerykańska aktorka, tancerka (zm. 2020)
  - Elżbieta Morciniec, polska jeźdźczyni sportowa, trenerka
  - Peter Smith, brytyjski duchowny katolicki, arcybiskup metropolita Southwark (zm. 2020)
- 1944:
  - Kulbhushan Kharbanda, indyjski aktor
  - Pedro María Olmedo Rivero, hiszpański duchowny katolicki, prałat terytorialny Humahuaca
  - Jean-Pierre Sauvage, francuski chemik, laureat Nagrody Nobla
  - Luis Ernesto Tapia, panamski piłkarz (zm. 2024)
  - Tommy Wright, angielski piłkarz
- 1945:
  - Everett McGill, amerykański aktor
  - Nikita Michałkow, rosyjski aktor, reżyser, scenarzysta i producent filmowy
- 1946:
  - José Fernando Bulnes, honduraski piłkarz
  - Marek Drewnowski, polski pianista, dyrygent
  - Lee Loughnane, amerykański muzyk, członek zespołu Chicago
  - Wybo Veldman, nowozelandzki wioślarz
  - Tetsu Yamauchi, japoński muzyk, członek zespołów: Free i The Faces
- 1947:
  - Ai, amerykańska poetka (zm. 2010)
  - Riccardo Fogli, włoski piosenkarz
  - Janusz Muszyński, polski dyrygent, śpiewak (zm. 2013)
  - Tadeusz Wyrwa-Krzyżański, polski poeta, prozaik, krytyk literacki, grafik (zm. 2019)
  - Wanda Ziembicka, polska aktorka, dziennikarka
- 1948:
  - Johan Boskamp, holenderski piłkarz, trener
  - Allen Vigneron, amerykański duchowny katolicki, arcybiskup metropolita Detroit
- 1949:
  - Manuel Marín, hiszpański prawnik, polityk (zm. 2017)
  - László Nagy, węgierski piłkarz, trener
  - Binjamin Netanjahu, izraelski polityk, premier Izraela
  - Jan Stępień, polski pisarz, rzeźbiarz, rysownik, bioterapeuta
  - Anne-Grete Strøm-Erichsen, norweska polityk
  - Carlos Veiga, kabowerdyjski polityk, premier Republiki Zielonego Przylądka
- 1950:
  - Rocky Agusta, włoski kierowca wyścigowy (zm. 2018)
  - Rita Kirst, niemiecka lekkoatletka, skoczkini wzwyż
  - Ronald McNair, amerykański fizyk, astronauta (zm. 1986)
  - Jan Paszkiewicz, polski hokeista (zm. 2011)
- 1951:
  - Algis Dobravolskas, litewski ekonomista, polityk
  - Przemysław Urbańczyk, polski historyk, archeolog
  - Jerome Dhas Varuvel, indyjski duchowny katolicki, biskup Kuzhithurai
- 1952:
  - Mehdi Charef, francuski reżyser filmowy pochodzenia algierskiego
  - Patti Davis, amerykańska pisarka, aktorka
  - Marc Dolez, francuski polityk
  - Leonid Mosiejew, rosyjski lekkoatleta, długodystansowiec
  - Oldřich Navrátil, czeski aktor
  - Wilmar Santin, brazylijski duchowny katolicki, biskup-prałat Itaituby
- 1953:
  - Henryk Cebula, polski rysownik, karykaturzysta, satyryk
  - Eleonora Giorgi, włoska aktorka (zm. 2025)
  - Peter Mandelson, brytyjski polityk
  - Alexander Motyl, amerykański historyk, politolog, malarz, poeta pochodzenia ukraińskiego
  - Pedro Wolcan, urugwajski duchowny katolicki, biskup Tacuarembó
- 1954:
  - Wiktor Jurkowski, ukraiński piłkarz, bramkarz (zm. 1995)
  - Andrzej Kijowski, polski trener strzelectwa sportowego, działacz sportowy
  - Marcel Răducanu, rumuński piłkarz
  - Jerzy Śpiewak, polski ekonomista, samorządowiec, prezydent Tychów (zm. 2015)
  - Chasan Zangijew, rosyjski zapaśnik (zm. 2000)
- 1955:
  - Geof Darrow, amerykański rysownik komiksów
  - Johnny Davis, amerykański koszykarz, trener
  - Stanisław Grzonkowski, polski związkowiec, polityk, poseł na Sejm RP
  - Fred Hersch, amerykański pianista i kompozytor jazzowy
  - Darius Khondji, irańsko-francuski operator filmowy
  - Rich Mullins, amerykański piosenkarz (zm. 1997)
  - Frank Vandenbroucke, belgijski i flamandzki polityk
- 1956:
  - Carrie Fisher, amerykańska aktorka, pisarka (zm. 2016)
  - Wojciech Niemiec, polski piłkarz (zm. 2021)
  - Mike Tully, amerykański lekkoatleta, tyczkarz
- 1957:
  - Miron (Chodakowski), polski duchowny prawosławny, ordynariusz polowy WP (zm. 2010)
  - Wolfgang Ketterle, niemiecki fizyk, laureat Nagrody Nobla
  - Steve Lukather, amerykański muzyk, wokalista, kompozytor, producent muzyczny, członek zespołu Toto
- 1958:
  - Zenon Durka, polski prawnik, polityk, poseł na Sejm RP
  - Andriej Gejm, brytyjsko-holenderski fizyk, laureat Nagrody Nobla pochodzenia rosyjskiego
  - Julio Medem, hiszpański reżyser i scenarzysta filmowy
  - Eugene Nugent, irlandzki duchowny katolicki, arcybiskup, nuncjusz apostolski
  - Gaétan Soucy, kanadyjski pisarz (zm. 2013)
- 1959:
  - George Bell, dominikański baseballista
  - Sérgio da Rocha, brazylijski duchowny katolicki, arcybiskup metropolita Brasílii, kardynał
  - Kevin Sheedy, irlandzki piłkarz
  - Serafin, grecki duchowny prawosławny, metropolita Kastorii (zm. 2020)
  - Ken Watanabe, japoński aktor
- 1960:
  - Nijolė Bluškytė, litewska lekkoatletka, skoczkini w dal
  - Barbara Kaczorowska, polska szachistka
  - Connie Laliberte, kanadyjska curlerka
  - Dariusz Zielke, polski lekkoatleta, skoczek wzwyż
- 1961:
  - Alireza Akbari, irański polityk, wiceminister obrony (zm. 2023)
  - Pablo Arraya, peruwiański tenisista pochodzenia argentyńskiego
  - Antoni Browarczyk, polska ofiara stanu wojennego (zm. 1981)
  - René Casados, meksykański aktor
  - Lică Movilă, rumuński piłkarz
  - Peter Olsson, szwedzki basista, członek zespołu Europe
  - Douglas Partie, amerykański siatkarz
  - Manuel Vílchez, wenezuelski bokser
- 1962:
  - Sandro Cuomo, włoski szpadzista
  - Pat Tiberi, amerykański polityk
- 1963:
  - Dominique Béchard, maurytyjski lekkoatleta, kulomiot i dyskobol
  - Marco Aurélio Gubiotti, brazylijski duchowny katolicki, biskup Itabira-Fabricano
  - Ramiro Alejandro Herrera, ekwadorski duchowny katolicki, biskup pomocniczy Portoviejo
  - Cezary Michalski, polski eseista, prozaik, publicysta
- 1964:
  - Jon Carin, amerykański muzyk, autor tekstów, producent muzyczny, członek zespołu Industry
  - Zaur Chapow, rosyjski piłkarz, bramkarz
  - Mouncif El Haddaoui, marokański piłkarz (zm. 2024)
  - Ashley Mocudé, maurytyjski piłkarz
  - Megan Smith, amerykańska inżynier, technolog
  - Liv Strædet, norweska piłkarka
- 1965:
  - Ołeh Babajew, ukraiński polityk, przedsiębiorca, działacz sportowy (zm. 2014)
  - Kevin Coleman, amerykański perkusista, członek zespołu Smash Mouth
  - Christopher Duplanty, amerykański piłkarz wodny
  - Jon Andoni Goikoetxea, hiszpański piłkarz narodowości baskijskiej
- 1966:
  - Irena Czuta, polska lekkoatletka, biegaczka
  - Lars-Börje Eriksson, szwedzki narciarz alpejski
  - Douglas Hurley, amerykański pilot wojskowy, inżynier, astronauta
  - Jonas Svensson, szwedzki tenisista
  - Wayne Weidemann, australijski futbolista, trener
- 1967:
  - Éric Chahi, francuski projektant gier komputerowych
  - Paul Ince, angielski piłkarz, trener
  - Dragoje Leković, serbski piłkarz, bramkarz
  - Gavin Lovegrove, nowozelandzki lekkoatleta, oszczepnik
  - Krzysztof Sitko, polski piłkarz (zm. 2018)
- 1968:
  - Aleksios Aleksandris, grecki piłkarz, trener
  - Kerstin Andreae, niemiecka polityk
  - John Connolly, amerykański gitarzysta, członek zespołów Piece Dogs i Sevendust
  - Melora Walters, amerykańska aktorka
- 1969:
  - Dariusz Adamczuk, polski piłkarz
  - Salman ibn Hamad ibn Isa Al Chalifa, bahrajński polityk, następca tronu, premier Bahrajnu
  - Denijal Hasanović, bośniacki reżyser filmowy
  - Jakob Kjeldbjerg, duński piłkarz
- 1970:
  - Jacek Fafiński, polski zapaśnik
  - Andrzej Krzyształowicz, polski piłkarz, bramkarz, trener
- 1971:
  - Damon Bailey, amerykański koszykarz
  - Stuart Bunce, brytyjski aktor
  - Denys Hlinin, ukraiński perkusista, członek zespołu Okean Elzy
  - Nick Oliveri, amerykański gitarzysta, członek zespołów Kyuss i Queens of the Stone Age
  - Oliver Paasch, belgijski prawnik, polityk
  - Lucia Piussi, słowacka aktorka, piosenkarka
  - Zuzana Piussi, słowacka reżyserka filmów dokumentalnych
  - Harry Simon, namibijski bokser
  - Paul Telfer, szkocki piłkarz
  - Thomas Ulsrud, norweski curler (zm. 2022)
- 1972:
  - Felicity Andersen, australijska aktorka
  - Saffron Burrows, brytyjska aktorka, modelka
  - Mohammed Dramani Kalilu, ghański piłkarz
  - Masakazu Morita, japoński aktor, seiyū
  - Rimvydas Petrauskas, litewski historyk, wykładowca akademicki
- 1973:
  - Lera Auerbach, amerykańska pianistka, poetka, pisarka pochodzenia rosyjsko-żydowskiego
  - Matthias Groote, niemiecki samorządowiec, polityk, eurodeputowany
  - Sasha Roiz, kanadyjsko-izraelski aktor
  - Bronisław Wołkowicz, polski judoka
- 1974:
  - Nikodem Bończa-Tomaszewski, polski menedżer, historyk, publicysta
  - Elżbieta Paszyńska, polska stomatolog, wykładowczyni akademicka
  - Franz Sagmeister, niemiecki bobsleista
  - Guillermo Salas, peruwiański piłkarz
  - Michal Šalomoun, czeski prawnik, samorządowiec, polityk
  - Helen Svedin, szwedzka modelka.
  - Daszdzewegijn Szarwdordż, mongolski szachista
- 1975:
  - Hilário, portugalski piłkarz, bramkarz
  - Ahmad Isma’il, egipski bokser
  - Ivica Janićijević, serbski piłkarz
  - Dustin Robertson, amerykański montażysta, reżyser wideoklipów, kulturysta
  - Andrij Sriubko, ukraiński hokeista, trener
  - François Thiollet, francuski nauczyciel, samorządowiec, polityk, eurodeputowany
- 1976:
  - Sonja Kireta, chorwacka koszykarka
  - Majid Jelili, szwedzki bokser, trener
  - Reno Kiilerich, duński perkusista
  - Raphaël Lenglet, francuski aktor
  - Jeremy Miller, amerykański aktor
  - Lavinia Miloșovici, rumuńska gimnastyczka
  - Andrew Scott, irlandzki aktor
  - Oliwer Spasowski, macedoński prawnik, polityk, premier Macedonii Północnej
  - Mélanie Turgeon, kanadyjska narciarka alpejska
- 1977:
  - Carlos Cariño, meksykański piłkarz
  - Gilberto Keb Baas, meksykański bokser
  - Keak da Sneak, amerykański raper
  - Emeka Mamale, kongijski piłkarz (zm. 2020)
  - Eustraty (Zoria), ukraiński biskup prawosławny
- 1978:
  - Joanna Dworakowska, polska szachistka (zm. 2024)
  - Will Estes, amerykański aktor
  - Joey Harrington, amerykański futbolista
  - Monique Wismeijer, holenderska siatkarka
- 1979:
  - Gabe Gross, amerykański baseballista
  - Semjon Milošević, bośniacki piłkarz
  - Maciej Szkulmowski, polski fizyk, wykładowca akademicki
  - Aaron Wilbraham, angielski piłkarz
- 1980:
  - Mike Danton, kanadyjski hokeista pochodzenia polskiego
  - Cornell Glen, trynidadzko-tobagijski piłkarz
  - Kim Kardashian, amerykańska celebrytka, aktorka, modelka pochodzenia ormiańskiego
  - Romāns Naudiņš, łotewski policjant, przedsiębiorca, samorządowiec, polityk
  - Brian Pittman, amerykański basista, członek zespołu Inhale Exhale
- 1981:
  - Marcin Bawiec, polski artysta fotograf
  - Carmella Bing, amerykańska aktorka filmów porno
  - Martin Castrogiovanni, argentyński rugbysta pochodzenia włoskiego
  - Katarína Kováčová, słowacka siatkarka
  - Christian Polito, niemiecki aktor
  - Dawit Siradze, gruziński piłkarz
  - Nemanja Vidić, serbski piłkarz
  - André Weßels, niemiecki florecista
- 1982:
  - Kajrat Äszyrbekow, kazachski piłkarz
  - Agnieszka Bibrzycka, polska koszykarka
  - Matt Dallas, amerykański aktor
  - Kaori Inoue, japońska siatkarka
  - Katarzyna Jurkiewicz, polska szachistka
  - Václav Kopáček, czeski siatkarz
  - Lee Chong Wei, malezyjski badmintonista pochodzenia chińskiego
  - Iñigo Ros, hiszpański piłkarz
  - James White, amerykański koszykarz
- 1983:
  - Hrvoje Ćustić, chorwacki piłkarz (zm. 2008)
  - Zack Greinke, amerykański baseballista
  - Brent Hayden, kanadyjski pływak
  - Courtney Sims, amerykański koszykarz
  - Ninet Tayeb, izraelska piosenkarka
  - Aaron Tveit, amerykański aktor
  - Shelden Williams, amerykański koszykarz
- 1984:
  - Anna Bogdanowa, rosyjska lekkoatletka, wieloboistka
  - Kenny Cooper, amerykański piłkarz pochodzenia angielskiego
  - Silvio Heinevetter, niemiecki piłkarz ręczny, bramkarz
  - Małgorzata Kamińska, polska judoczka
  - Marcin Ociepa, polski urzędnik państwowy, polityk, poseł na Sejm RP
  - Kieran Richardson, angielski piłkarz
  - Ołeksandr Romanczuk, ukraiński piłkarz
- 1985:
  - Yasuhiro Inaba, japoński zapaśnik
  - Przemysław Odrobny, polski hokeista, bramkarz
  - Ihar Stasiewicz, białoruski piłkarz
  - Alexandra Trică, rumuńska siatkarka
  - Hubert Wołąkiewicz, polski piłkarz
- 1986:
  - Almen Abdi, szwajcarski piłkarz pochodzenia kosowskiego
  - Alex Kew, amerykański aktor, piosenkarz
  - Edemir Rodríguez, boliwijski piłkarz
  - Christopher Uckermann, meksykański aktor, piosenkarz
  - Milan Vilotić, serbski piłkarz
- 1987:
  - Judelin Aveska, haitański piłkarz
  - Georgi Bratoew, bułgarski siatkarz
  - Walentin Bratoew, bułgarski siatkarz
  - Dominik Britsch, niemiecki bokser
  - Andriej Grieczin, rosyjski pływak
  - Anele Ngcongca, południowoafrykański piłkarz (zm. 2020)
  - Jekatierina Orłowa, rosyjska siatkarka
  - Stephanie Pohl, niemiecka kolarka szosowa, torowa i przełajowa
  - Kamila Szczecina, polska piłkarka ręczna
  - Wu Sha, chińska lekkoatletka, tyczkarka
  - Heorhij Zantaraja, ukraiński judoka pochodzenia gruzińskiego
- 1988:
  - Ousman Jallow, gambijski piłkarz
  - Isabell Ost, niemiecka łyżwiarka szybka
  - Jonathan Parr, norweski piłkarz
  - Glen Powell, amerykański aktor
  - Blanca Suárez, hiszpańska aktorka
  - Elías Viñoles, argentyński aktor
- 1989:
  - Festus Ezeli, nigeryjski koszykarz
  - Isidro Gutiérrez, salwadorski piłkarz
  - Arakel Mirzojan, ormiański sztangista
  - Sherry Moreno, argentyńska siatkarka
  - Sam Vokes, walijski piłkarz
- 1990:
  - Jordan Callahan, amerykański koszykarz
  - Aleksandar Milićević, polski aktor pochodzenia serbskiego
  - Mathieu Peybernes, francuski piłkarz
  - Ricky Rubio, hiszpański koszykarz narodowości katalońskiej
  - Maxime Vachier-Lagrave, francuski szachista
- 1991:
  - Artur Aleksanian, ormiański zapaśnik
  - Agnieszka Borowska, polska lekkoatletka, wieloboistka, bobsleistka
  - Aleksandr Burmistrow, rosyjski hokeista
  - Leonor Rodríguez, hiszpańska koszykarka
- 1992:
  - Olmes García, kolumbijski piłkarz
  - Damion Lee, amerykański koszykarz
  - Bernard Tomic, australijski tenisista pochodzenia chorwackiego
- 1993:
  - Adrian Banaszek, polski kolarz szosowy
  - Fabien Doubey, francuski kolarz szosowy i przełajowy
  - Melis Durul, turecka siatkarka
  - Käärijä, fiński piosenkarz, raper
  - Adisorn Promrak, tajski piłkarz
- 1994:
  - Aias Aosman, syryjski piłkarz
  - Leonard Barsoton, kenijski lekkoatleta, długodystansowiec
  - Jan Grzesik, polski piłkarz
  - Nahúm Peralta, nikaraguański piłkarz
  - Alessia Polieri, włoska pływaczka
  - Robert Taylor, fiński piłkarz pochodzenia angielskiego
  - Miriam Uro-Nile, ukraińska koszykarka
  - Natalja Woronina, rosyjska łyżwiarka szybka
- 1995:
  - Doja Cat, amerykańska piosenkarka, raperka, autorka tekstów, producentka muzyczna pochodzenia zulusko-żydowskiego
  - Dariusz Formella, polski piłkarz
  - Nana Foulland, amerykański koszykarz
  - Maria Leks, polska szachistka
  - Yulimar Rojas, wenezuelska lekkoatletka, trójskoczkini, skoczkini w dal i wzwyż
- 1996:
  - Kyle Alexander, kanadyjski koszykarz
  - Bingourou Kamara, senegalski piłkarz, bramkarz
- 1997:
  - Hamza Mendyl, marokański piłkarz
  - Anderson Peters, grenadyjski lekkoatleta, oszczepnik
- 1998:
  - Kerem Aktürkoğlu, turecki piłkarz
  - Besarta Hisenaj, kosowska piłkarka
  - Julia Nowicka, polska siatkarka
- 1999:
  - Matteo Gabbia, włoski piłkarz
  - Ariel Pietrasik, polski piłkarz ręczny
- 2000:
  - José Elo, piłkarz z Gwinei Równikowej
  - Mima Itō, japońska tenisistka stołowa
  - Leonie Küng, szwajcarska tenisistka
- 2001:
  - Cha Jun-hwan, południowokoreański łyżwiarz figurowy
  - Ashley Liao, amerykańska aktorka
- 2002 – Szaban Abd al-Latif, egipski zapaśnik
- 2003 – Medon Berisha, albański piłkarz
- 2007 – Ajda Košnjek, słoweńska skoczkini narciarska

## Zmarli
- 780 – Mauront z Marsylii, biskup, święty (ur. ?)
- 1096 – Walter bez Mienia, francuski rycerz, krzyżowiec (ur. ?)
- 1125 – Kosmas z Pragi, czeski kronikarz, kanonik praski (ur. ok. 1045)
- 1221 – Alicja z Thouars, księżna Brytanii (ur. 1200)
- 1266 – Birger Magnusson, szwedzki jarl, założyciel Sztokholmu (ur. 1210)
- 1278 – Jan III z Dražic, czeski duchowny katolicki, biskup praski (ur. ?)
- 1355 – Bertrand de Déaulx, francuski duchowny katolicki, biskup Sabiny, kardynał (ur. ?)
- 1363 – Hugues Roger, francuski kardynał (ur. 1293)
- 1409 – Martin d'Amance, francuski duchowny katolicki, dominikanin, biskup pomocniczy Metz i Toul, inkwizytor (ur. ?)
- 1422 – Karol VI Szalony, król Francji (ur. 1368)
- 1445 – Piotr z Città di Castello, włoski dominikanin, błogosławiony (ur. 1390)
- 1483 – Francesco Gonzaga, włoski duchowny katolicki, biskup elekt Brixen, administrator apostolski Mantui, Lundu i Bolonii (ur. 1444)
- 1494 – Gian Galeazzo Sforza, książę Mediolanu (ur. 1469)
- 1500 – Go-Tsuchimikado, cesarz Japonii (ur. 1442)
- 1514 – Aleksander Wittelsbach, palatyn i książę Palatynatu-Zweibrücken (ur. 1462)
- 1528 – Johann von Schwarzenberg, niemiecki arystokrata, prawnik (ur. 1463)
- 1556 – Pietro Aretino, włoski prozaik, poeta (ur. 1492)
- 1558 – Giulio Cesare Scaligero, włoski filozof, pisarz, lekarz (ur. 1484)
- 1587 – Johann Wigand, niemiecki duchowny luterański, ostatni biskup pomezański, teolog (ur. 1523)
- 1600:
  - Toda Katsushige, japoński daimyō (ur. 1557)
  - Piotr Opaliński, polski szlachcic, polityk (ur. 1566)
- 1602 – Jadwiga Hohenzollern, księżna brunszwicka (ur. 1540)
- 1621 – Rodrigo Calderón, hiszpański arystokrata, polityk (ur. ok. 1570)
- 1627 – Frederick de Houtman, holenderski kupiec, żeglarz, odkrywca, astronom (ur. 1571)
- 1638 – Willem Blaeu, holenderski kartograf, wydawca (ur. 1571)
- 1650 – Pedro Espinosa, hiszpański pisarz (ur. 1578)
- 1662 – Henry Lawes, angielski kompozytor (ur. 1595)
- 1687 – Edmund Waller, angielski poeta (ur. 1606)
- 1695 – Johann Arnold Nering, niemiecki architekt (ur. 1659)
- 1751 – Annibale Albani, włoski kardynał (ur. 1682)
- 1765 – Giovanni Paolo Pannini, włoski malarz, architekt (ur. 1691)
- 1775:
  - François-Hubert Drouais, francuski malarz (ur. 1727)
  - Maria Wilhelmina von Neipperg, austriacka arystokratka, dama dworu (ur. 1738)
- 1787 – Julianna von Mengden, kurlandzka szlachcianka (ur. 1719)
- 1792 – August Franz Essen, saski dyplomata (ur. 1724)
- 1798 – Dominique Martin Dupuy, francuski generał (ur. 1767)
- 1802 – Philipp Karl von Alvensleben, pruski polityk, prawnik, dyplomata (ur. 1745)
- 1805 – Horatio Nelson, brytyjski admirał, wicehrabia (ur. 1758)
- 1833 – Johann Oestreich, niemiecki przedsiębiorca, mecenas edukacji (ur. 1750)
- 1834 – Gaspard-Hilarion Fornier d’Albe, francuski baron, generał (ur. 1768)
- 1840 – Nikołaj Sulima, rosyjski generał, polityk (ur. 1777)
- 1841 – John Forsyth, amerykański polityk (ur. 1780)
- 1835 – Józef Bożek, polsko-czeski konstruktor, mechanik, wynalazca (ur. 1782)
- 1845 – Nikoloz Barataszwili, gruziński poeta (ur. 1817)
- 1851 – Anna Nakwaska, polska pisarka, autorka książek dla dzieci, pamiętnikarka, pedagog (ur. 1781)
- 1854 – Maria z Czartoryskich Wirtemberska, polska arystokratka, pisarka, komediopisarka, poetka, filantropka (zm. 1768)
- 1860 – Charles Gordon-Lennox, brytyjski arystokrata, wojskowy, polityk (ur. 1791)
- 1865 – Bazyli Kalinowski, polski duchowny greckokatolicki, prowincjał zakonu bazylianów w Królestwie Kongresowym (ur. 1757)
- 1869:
  - Ludwik Geyer, polski przemysłowiec pochodzenia niemieckiego (ur. 1805)
  - Leons Rzewuski, polski hrabia, ekonomista a, publicysta, ziemianin, uczestnik powstania listopadowego (ur. 1808)
- 1872 – Jacques Babinet, francuski fizyk, matematyk, astronom (ur. 1794)
- 1876 – Uroš Knežević, serbski malarz (ur. 1811)
- 1878 – Friedrich Nerly, niemiecki malarz (ur. 1807)
- 1880 – Ksawery Czengiery, rosyjski generał porucznik pochodzenia węgierskiego (ur. 1816)
- 1881:
  - Johann Caspar Bluntschli, szwajcarski prawnik, polityk (ur. 1808)
  - Heinrich Eduard Heine, niemiecki matematyk, wykładowca akademicki (ur. 1821)
- 1883 – John Nevins Andrews, amerykański duchowny adwentystyczny (ur. 1829)
- 1884 – Richard Bennett Carmichael, amerykański prawnik, polityk (ur. 1807)
- 1885:
  - Michele Novaro, włoski kompozytor (ur. 1818)
  - Moritz Karl Ernst von Prittwitz, pruski generał dywizji (ur. 1795)
- 1889 – John Ball, irlandzki naturalista, alpinista, polityk (ur. 1818)
- 1892 – Anne Charlotte Leffler, szwedzka pisarka (ur. 1849)
- 1893 – Kazimierz Koczorowski, polski ziemianin, polityk (ur. 1825)
- 1895 – Louisa Anne Meredith, brytyjsko-australijska poetka (ur. 1812)
- 1900 – Kurt von Ohlen und Adlerskron, niemiecki posiadacz ziemski, polityk (ur. 1846)
- 1902 – Albert Bielschowsky, niemiecki historyk literatury (ur. 1847)
- 1904:
  - Isabelle Eberhardt, szwajcarska podróżniczka, pisarka pochodzenia rosyjskiego (ur. 1877)
  - Jewhenija Jaroszynska, ukraińska pisarka, tłumaczka, etnografka, folklorystka, pedagog, działaczka społeczna (ur. 1868)
- 1907 – George Frederick Bodley, brytyjski architekt (ur. 1827)
- 1911 – Sydney Emanuel Mudd, amerykański polityk (ur. 1858)
- 1914:
  - Bronisław Longchamps de Bérier, polski generał lekarz sztabowy armii austro-węgierskiej (ur. 1852)
  - Adam Massinger, niemiecki astronom, żołnierz (ur. 1888)
  - Adam Kazimierz Mrozowicki, polski porucznik artylerii armii austro-węgierskiej (ur. 1877)
  - Árpád Pédery, węgierski gimnastyk (ur. 1890)
  - Dimitrie Sturdza, rumuński polityk, premier Rumunii (ur. 1833)
  - Franz Wathén, fiński łyżwiarz szybki (ur. 1878)
- 1916:
  - Raphaël Collin, francuski malarz, ilustrator (ur. 1850)
  - Karl Stürgkh, austriacki hrabia, polityk, premier Austrii (ur. 1859)
- 1918 – Tibor Hajdú, węgierski duchowny katolicki, benedyktyn, opat terytorialny Pannonhalma (ur. 1858)
- 1919 – Jan Fijałkowski, polski architekt, inżynier (ur. 1871)
- 1922 – Szymon Buchbinder, polski malarz pochodzenia żydowskiego (ur. 1853)
- 1927 – Gustaw Daniłowski, polski pisarz, publicysta, działacz socjalistyczny i niepodległościowy (ur. 1871)
- 1929 – Louis-Marie Ricard, francuski duchowny katolicki, biskup Nicei (ur. 1868)
- 1930 – Włodzimierz Perzyński, polski prozaik, poeta, tłumacz (ur. 1877)
- 1931:
  - Barbecue Bob, amerykański gitarzysta bluesowy (ur. 1902)
  - Constantin von Economo, rumuńsko-austriacki neurolog, pionier awiacji (ur. 1876)
  - Arthur Schnitzler, austriacki prozaik, dramaturg (ur. 1862)
  - Karol Serini, polski duchowny ewangelicko-augsburski, teolog, wykładowca akademicki, wolnomularz (ur. 1875)
  - Pius Weloński, polski malarz, rzeźbiarz (ur. 1849)
- 1932:
  - Herman Edward Werner, polski przedsiębiorca pochodzenia niemieckiego (ur. 1872)
  - Roman Zawiliński, polski językoznawca, etnograf, pedagog (ur. 1855)
- 1933:
  - Adam Dziedzicki, polski działacz społeczny, rolnik, lekarz (ur. 1853)
  - Aleksiej Majłow, radziecki funkcjonariusz służb specjalnych (ur. 1909)
- 1934:
  - Afrikan Bogajewski, rosyjski generał (ur. 1873)
  - Jaroslav Jiljí Jahn, czeski paleontolog, mineralog, geolog, wykładowca akademicki (ur. 1865)
  - Robin Welsh, szkocki sportowiec, sędzia i działacz sportowy (ur. 1869)
- 1935:
  - Ahenor Artymowycz, ukraiński językoznawca, filolog klasyczny, polityk (ur. 1879)
  - Józef Czyżewski, polski drukarz, działacz narodowy w Gdańsku (ur. 1857)
- 1937:
  - Dymitr (Dobrosierdow), rosyjski biskup prawosławny, nowomęczennik (ur. 1864)
  - Wasyl Kuźmienko, radziecki związkowiec, polityk (ur. 1897)
  - Cecylia Czesława Orłowska, polska działaczka komunistyczna pochodzenia żydowskiego (ur. 1906)
- 1939:
  - Stanisław Karłowski, polski ziemianin, bankowiec, działacz gospodarczy, polityk, senator RP (ur. 1879)
  - Bolesław Karpiński, polski kapitan, pisarz, publicysta, malarz, pedagog (ur. 1879)
  - Wacław Kęsicki, polski starszy sierżant, powstaniec wielkopolski (ur. 1895)
  - Bronisław Kotlarski, polski podporucznik, powstaniec wielkopolski (ur. 1893)
  - Jędrzej Krukierek, polski rolnik, przemysłowiec, działacz społeczny i niepodległościowy, samorządowiec, polityk, burmistrz Krosna, poseł na Sejm RP (ur. 1870)
  - Władysław Nowak, polski starszy sierżant, powstaniec wielkopolski (ur. 1894)
  - Mieczysław Jerzy Opatrny, polski prawnik, porucznik (ur. 1893)
  - Błażej Stolarski, polski etnograf, publicysta, działacz społeczny, polityk, poseł na Sejm i senator RP, minister rolnictwa i dóbr państwowych (ur. 1880)
  - Józef Stotko, polski żołnierz, powstaniec wielkopolski (ur. 1899)
  - Tomasz Wachowski, polski żołnierz, powstaniec wielkopolski (ur. 1899)
- 1941:
  - Tadeusz Kawecki, polski podpułkownik dyplomowany artylerii (ur. 1886)
  - Herman Lieberman, polski prawnik, adwokat, publicysta, polityk pochodzenia żydowskiego, poseł na Sejm Ustawodawczy (ur. 1870)
- 1942:
  - Władysław Jougan, polski duchowny katolicki, teolog, historyk Kościoła (ur. 1855)
  - Toshio Ōta, japoński pilot wojskowy, as myśliwski (ur. 1919)
  - Tadeusz Pezała, polski nauczyciel, działacz harcerski i oświatowy (ur. 1913)
  - Stefania Tatarówna, polska filozof, nauczycielka (ur. 1880)
- 1943:
  - Hans Pollnow, niemiecki psychiatra (ur. 1902)
  - Dudley Pound, brytyjski admirał (ur. 1877)
- 1944:
  - Wacław Bliziński, polski duchowny katolicki, polityk, poseł na Sejm Ustawodawczy i senator RP (ur. 1870)
  - Wasyl Donczuk, radziecki major pilot (ur. 1910)
  - Cornelis Hin, holenderski żeglarz sportowy (ur. 1869)
  - Alois Kayser, niemiecki misjonarz katolicki (ur. 1877)
  - Jan Roth, polski jezuita, profesor prawa kanonicznego pochodzenia austriacko-rumuńskiego (ur. 1870)
  - Julius Schäffer, niemiecki mykolog, pedagog (ur. 1882)
  - Władysław Skubisz, polski kapral podchorąży, żołnierz AK (ur. 1922)
- 1945:
  - Henry Armetta, amerykański aktor pochodzenia włoskiego (ur. 1888)
  - Felicija Bortkevičienė, litewska działaczka polityczna, feministka, wydawczyni (ur. 1873)
  - Edgar Otto Conrad von Gierke, niemiecki patolog pochodzenia żydowskiego (ur. 1877)
- 1946:
  - Wiesław Budzik, polski uczestnik podziemia antykomunistycznego (ur. 1920)
  - Wiktoria Fechter, polska nauczycielka, żołnierz AK (ur. 1904)
  - Kornel Stodola, słowacki przedsiębiorca, działacz narodowy, polityk, taternik (ur. 1866)
- 1947:
  - Alexander Čunderlík, słowacki generał (ur. 1878)
  - Józef Wasowski, polski dziennikarz, wykładowca akademicki, polityk, poseł na Sejm Ustawodawczy pochodzenia żydowskiego (ur. 1885)
  - Andrzej Woźniak, polski sierżant pilot, piłkarz (ur. 1915)
- 1948:
  - Nikołaj Krapiwianski, radziecki podpułkownik (ur. 1889)
  - Elissa Landi, włoska aktorka (ur. 1904)
- 1949 – Laura Montoya, kolumbijska zakonnica, święta (ur. 1874)
- 1951 – Adolf Kamiński, polski taternik, pedagog (ur. 1878)
- 1952:
  - Piotr Bańczyk, polska ofiara represji stalinowskich (ur. 1906)
  - Hans Merensky, południowoafrykański geolog, ekolog, filantrop pochodzenia niemieckiego (ur. 1871)
- 1954:
  - William J. Fields, amerykański polityk (ur. 1874)
  - Domenico Jorio, włoski kardynał (ur. 1867)
- 1957 – Michalis Dorizas, grecki lekkoatleta, oszczepnik (ur. 1886)
- 1958:
  - Feliks Ciechomski, polski malarz, grafik, rysownik (ur. 1893)
  - Robert Lindsay, brytyjski lekkoatleta, sprinter (ur. 1890)
- 1959 – Jakub Frostig, polsko-amerykański psychiatra, wykładowca akademicki pochodzenia żydowskiego (ur. 1896)
- 1960 – Izajasz (Kowalow), rosyjski biskup prawosławny (ur. 1882)
- 1961:
  - Karl Korsch, niemiecki filozof marksistowski (ur. 1886)
  - Adela Stefanowicz, polska benedyktynka, pedagog (ur. 1887)
- 1963:
  - Józef Franczak, polski sierżant, ostatni żołnierz polskiego podziemia antykomunistycznego i niepodległościowego (ur. 1918)
  - Marceli Porowski, polski polityk, prezydent Warszawy (ur. 1894)
- 1964 – Andrej Babajew, azerski kompozytor (ur. 1923)
- 1965 – Ed Sol, holenderski piłkarz (ur. 1881)
- 1967:
  - Ejnar Hertzsprung, duński chemik, astronom (ur. 1873)
  - Kazimierz Tomczak, polski duchowny katolicki, biskup pomocniczy łódzki (ur. 1883)
- 1968 – Gertrude Pritzi, austriacka tenisistka stołowa (ur. 1920)
- 1969:
  - Jack Kerouac, amerykański prozaik, poeta (ur. 1922)
  - Wacław Sierpiński, polski matematyk, wykładowca akademicki (ur. 1882)
- 1970 – Joachim Rademacher, niemiecki piłkarz wodny, trener (ur. 1906)
- 1971:
  - Étienne Gailly, belgijski lekkoatleta, długodystansowiec (ur. 1922)
  - Raymond Hatton, amerykański aktor (ur. 1887)
  - Naoya Shiga, japoński pisarz (ur. 1883)
- 1973:
  - Andriej Abrikosow, rosyjski aktor (ur. 1906)
  - Nasif Estéfano, argentyński kierowca wyścigowy (ur. 1932)
  - Władysław Potocki, polski arystokrata, przedsiębiorca (ur. 1903)
  - Henry Stallard, brytyjski lekkoatleta, średniodystansowiec, okulista (ur. 1901)
  - Kazimierz Wojciech Witkiewicz, polski malarz, grafik, bibliotekarz (ur. 1880)
- 1974 – Donald Goines, amerykański pisarz (ur. 1936 lub 37)
- 1975:
  - Gunnar Holmberg, szwedzki piłkarz (ur. 1897)
  - Charles Reidpath, amerykański lekkoatleta, sprinter, generał (ur. 1889)
- 1976:
  - Emil Czapliński, polski pułkownik piechoty (ur. 1892)
  - Michał (Woskriesienski), rosyjski biskup prawosławny (ur. 1897)
- 1977:
  - Norman Thomas Gilroy, australijski duchowny katolicki, arcybiskup Sydney, kardynał (ur. 1896)
  - Ferit Tüzün, turecki kompozytor, dyrygent (ur. 1929)
- 1978:
  - Toivo Hyytiäinen, fiński lekkoatleta, oszczepnik (ur. 1925)
  - Anastas Mikojan, radziecki polityk komunistyczny pochodzenia ormiańskiego (ur. 1895)
- 1979:
  - Juan Aguilera, chilijski piłkarz (ur. 1903)
  - Eduardo González Valiño, hiszpański piłkarz, trener (ur. 1911)
  - Żozef Kotin, radziecki generał pułkownik służby inżynieryjno-technicznej, konstruktor czołgów (ur. 1908)
- 1980:
  - Hans Asperger, austriacki psychiatra, pediatra (ur. 1906)
  - Wyłko Czerwenkow, bułgarski polityk komunistyczny, pierwszy sekretarz Bułgarskiej Partii Komunistycznej, premier Bułgarii (ur. 1900)
  - Edelmiro Farrell, argentyński generał, polityk, prezydent Argentyny (ur. 1887)
- 1981:
  - Wilfried Puis, belgijski piłkarz (ur. 1943)
  - Henryk Sokolnicki, polski dyplomata (ur. 1891)
- 1983:
  - Alfred Dahlqvist, szwedzki biegacz narciarski (ur. 1914)
  - Ryszard Chwalibóg, polski inżynier mechanik (ur. 1902)
- 1984:
  - Zdzisław Antoniewicz, polski dziennikarz, sportowiec pochodzenia ormiańskiego (ur. 1908)
  - Andrzej Młyński, polski skoczek spadochronowy (ur. 1954)
  - François Truffaut, francuski aktor, reżyser, scenarzysta i producent filmowy (ur. 1932)
  - Egon Vielrose, polski ekonomista, demograf (ur. 1907)
  - Eugeniusz Wierzyński, polski stomatolog, wykładowca akademicki (ur. 1925)
- 1985:
  - Antoni Gronowicz, polski poeta, prozaik, dramaturg (ur. 1913)
  - Joachim Szołtysek, polski piłkarz, piłkarz ręczny, trener (ur. 1932)
- 1986:
  - Theodor Busse, niemiecki generał (ur. 1897)
  - Augusta Holtz, niemiecka superstulatka (ur. 1871)
  - Barbara Jonscher, polska malarka (ur. 1926)
- 1987:
  - Pál Gábor, węgierski reżyser filmowy (ur. 1932)
  - Salme Rootare, estońska szachistka (ur. 1913)
- 1988 – Stanisław Matusiak, polski agrotechnik, polityk, poseł na Sejm PRL (ur. 1922)
- 1989:
  - Jean Image, francuski reżyser filmów animowanych (ur. 1910)
  - Cencio Mantovani, włoski kolarz szosowy i torowy (ur. 1941)
- 1990:
  - Eugen Haugland, norweski lekkoatleta, trójskoczek (ur. 1912)
  - Jan Rybowicz, polski poeta, prozaik (ur. 1949)
  - Prabhat Ranjan Sarkar, indyjski filozof, poeta, rewolucjonista, lingwista (ur. 1921)
  - Dany Szamun, libański polityk (ur. 1934)
- 1991:
  - Grzegorz Grzeban, polski biochemik, wykładowca akademicki, szachista pochodzenia mołdawskiego (ur. 1902)
  - Ryszard Malinowski, polski prawnik, wykładowca akademicki (ur. 1931)
- 1992:
  - Marina Bersano Begey, włoska polonistka, wykładowczyni akademicka (ur. 1907)
  - Jim Garrison, amerykański prawnik, polityk (ur. 1921)
  - Bob Todd, brytyjski aktor (ur. 1921)
- 1993:
  - James Leo Herlihy, amerykański pisarz (ur. 1927)
  - Henryk Kurta, polski pisarz, dziennikarz, publicysta, tłumacz, scenarzysta komiksów, prasoznawca, wykładowca akademicki (ur. 1935)
  - Jan Maciejko, polski hokeista, bramkarz (ur. 1913)
  - Melchior Ndadaye, burundyjski polityk, prezydent Burundi (ur. 1953)
- 1994:
  - Shlomo Carlebach, amerykański rabin, muzyk, kompozytor (ur. 1925)
  - George Gay, amerykański pilot wojskowy i cywilny (ur. 1917)
- 1995:
  - Maxene Andrews, amerykańska wokalistka, członkini zespołu The Andrews Sisters (ur. 1916)
  - Shannon Hoon, amerykański wokalista, członek zespołu Blind Melon (ur. 1967)
  - Anatolij Szeluchin, rosyjski biegacz narciarski (ur. 1930)
- 1996 – Alvar Hägglund, szwedzki biegacz narciarski (ur. 1913)
- 1999:
  - John Bromwich, australijski tenisista (ur. 1918)
  - Alfred Schütz, polski kompozytor, pianista, autor piosenek pochodzenia żydowskiego (ur. 1910)
  - Eric Wauters, belgijski jeździec sportowy (ur. 1951)
- 2000 – Jerzy Kalinowski, polsko-francuski filozof, logik-teoretyk (ur. 1916)
- 2001:
  - Jean-François Chiappe, francuski historyk, dziennikarz, pisarz, polityk (ur. 1931)
  - Mieczysław Kasprzycki, polski hokeista, trener, działacz sportowy (ur. 1910)
  - John Harold Plumb, brytyjski historyk (ur. 1911)
- 2002:
  - Jesse Greenstein, amerykański astronom (ur. 1909)
  - George Hall, kanadyjski aktor (ur. 1916)
  - Pasieguito, hiszpański piłkarz, trener (ur. 1925)
  - Kaisa Parviainen, fińska lekkoatletka, oszczepniczka (ur. 1914)
- 2003:
  - Fred Berry, amerykański aktor (ur. 1951)
  - Irena Misztal, polska nauczycielka, pisarka pochodzenia rosyjskiego (ur. 1908)
  - Tomáš Pospíchal, czeski piłkarz (ur. 1936)
  - Tony Renna, amerykański kierowca wyścigowy (ur. 1976)
  - Elliott Smith, amerykański muzyk, wokalista, członek zespołu Heatmiser (ur. 1969)
- 2004:
  - Neil Campbell, amerykański biolog, wykładowca akademicki (ur. 1946)
  - Jean Dondelinger, luksemburski prawnik, urzędnik państwowy, dyplomata, polityk, eurokomisarz (ur. 1931)
  - Armido Gasparini, włoski duchowny katolicki, biskup, kombonianin, misjonarz (ur. 1913)
  - Stefan Żeromski, polski żużlowiec (ur. 1954)
- 2005:
  - Celina Grabowska, polska muzealniczka, nauczycielka (ur. 1962)
  - Hans Martin Schaller, niemiecki historyk, wydawca (ur. 1923)
- 2006:
  - Daryl Duke, kanadyjski reżyser filmowy (ur. 1929)
  - Sandy West, amerykańska perkusistka, członkini zespołu The Runaways (ur. 1959)
- 2007:
  - Ernst Ehrlich, szwajcarski filozof pochodzenia żydowskiego (ur. 1921)
  - Ryszard Frelek, polski pisarz, scenarzysta filmowy (ur. 1929)
  - Rajmund Kuczma, polski historyk (ur. 1929)
- 2008:
  - Alex Close, belgijski kolarz szosowy (ur. 1921)
  - Wiesława Otocka, polska montażystka filmowa (ur. ?)
  - Ram Ruhee, maurytyjski działacz sportowy (ur. 1927)
- 2010:
  - Antoni Franosz, polski piłkarz (ur. 1928)
  - Jerzy Knyba, polski historyk, badacz kultury i historii Kaszub, działacz społeczny (ur. 1932)
  - Loki Schmidt, niemiecka botanik, ekolog (ur. 1919)
- 2011:
  - Edward Ciupak, polski socjolog, religioznawca (ur. 1930)
  - Tone Pavček, słoweński poeta, eseista, tłumacz (ur. 1928)
- 2012:
  - Yash Chopra, indyjski pisarz, reżyser i producent filmowy (ur. 1932)
  - Antoni Dobrowolski, polski pedagog, więzień Auschwitz (ur. 1904)
  - Kazimierz Iwiński, polski aktor (ur. 1918)
  - George McGovern, amerykański polityk (ur. 1922)
  - Enrico Pavoni, włoski przedsiębiorca (ur. 1950)
- 2013:
  - Gianni Ferrio, włoski dyrygent, kompozytor (ur. 1924)
  - Piotr Orawski, polski dziennikarz radiowy (ur. 1962)
  - Bohdan Przywarski, polski koszykarz (ur. 1932)
  - Jackie Rea, irlandzki snookerzysta (ur. 1921)
  - Oscar Yanes, wenezuelski pisarz, dziennikarz (ur. 1927)
- 2014:
  - Daniel Bem, polski informatyk (ur. 1933)
  - Christophe de Margerie, francuski przedsiębiorca (ur. 1951)
  - Rudolf Schmid, austriacki saneczkarz (ur. 1951)
  - Gough Whitlam, australijski prawnik, polityk, premier Australii (ur. 1916)
  - Mohammad Reza Mahdawi Kani, irański ajatollah, polityk (ur. 1931)
- 2015 – Andrzej Zawiślak, polski nauczyciel akademicki, polityk, minister przemysłu i handlu, poseł na Sejm RP (ur. 1937)
- 2016:
  - Paweł Baumann, polski kajakarz (ur. 1983)
  - Jan Pakuła, polski dziennikarz, działacz społeczny (ur. 1930)
  - Janet Patterson, australijska kostiumograf (ur. 1956)
  - Lutz Schmadel, niemiecki astronom (ur. 1942)
- 2017:
  - Kazimierz Chodakowski, polski hokeista (ur. 1929)
  - Rosemary Leach, brytyjska aktorka (ur. 1935)
  - Lech Ordon, polski aktor (ur. 1928)
- 2018:
  - Ilie Balaci, rumuński piłkarz, trener (ur. 1956)
  - Robert Faurisson, francuski literaturoznawca, publicysta, negacjonista (ur. 1929)
  - Joachim Rønneberg, norweski żołnierz, dziennikarz radiowy (ur. 1919)
- 2019:
  - Waldemar Jan Dziak, polski naukowiec, politolog, pisarz, ekspert od spraw międzynarodowych (ur. 1952)
  - Taras Kutowy, ukraiński menadżer, polityk, minister polityki rolnej (ur. 1976)
  - Aila Meriluoto, fińska poetka, pisarka, tłumaczka (ur. 1924)
  - Roh Shin-yeong, południowokoreański polityk, premier Korei Południowej (ur. 1930)
  - Camille Zaidan, libański duchowny maronicki, arcybiskup Antiljas (ur. 1944)
- 2020:
  - Marge Champion, amerykańska aktorka, tancerka, choreografka (ur. 1919)
  - Arolde de Oliveira, brazylijski polityk (ur. 1937)
  - Antoni Tworek, polski duchowny katolicki, muzealnik (ur. 1936)
- 2021:
  - Filika Dimo, albańska aktorka (ur. 1939)
  - Wacław Długoborski, polski historyk, wykładowca akademicki (ur. 1926)
  - Guriasz (Georgiu), rumuński biskup prawosławny (ur. 1968)
  - Bernard Haitink, holenderski dyrygent (ur. 1929)
  - Halyna Hutchins, ukraińska operatorka filmowa (ur. 1979)
  - Michihiko Kano, japoński polityk (ur. 1942)
  - Jarosław Musiał, polski rysownik, ilustrator (ur. 1969)
  - Žarko Potočnjak, chorwacki aktor (ur. 1946)
  - Puneeth Rajkumar, indyjski aktor (ur. 1975)
  - Anđelko Vuletić, chorwacki poeta, prozaik, dramaturg, tłumacz (ur. 1933)
- 2022:
  - Olgierd Baehr, polski prawnik, działacz katolicki, członek Trybunału Stanu (ur. 1927)
  - Jadwiga Giżycka-Koprowska, polska prawnik, adwokat, działaczka społeczna, polityk, poseł na Sejm PRL (ur. 1943)
  - Zygmunt Górski, polski działacz partyjny i państwowy, samorządowiec, prezydent Dąbrowy Górniczej (ur. 1944)
  - Masato Kudō, japoński piłkarz (ur. 1990)
  - Jackie LaVine, amerykańska pływaczka (ur. 1929)
  - Anna Narębska, polska chemik, wykładowczyni akademicka (ur. 1926)
  - Janina Szteliga, polska polityk, poseł na Sejm PRL (ur. 1935)
- 2023:
  - Bobby Charlton, angielski piłkarz, trener (ur. 1937)
  - Natalie Zemon Davis, amerykańska historyk, wykładowczyni akademicka (ur. 1928)
  - Bill Hayden, australijski polityk, minister spraw zagranicznych, gubernator generalny Australii (ur. 1933)
  - Wojciech Korda, polski gitarzysta, wokalista, kompozytor, członek zespołu Niebiesko-Czarni (ur. 1944)
  - Hans Eberhard Mayer, niemiecki historyk, wykładowca akademicki (ur. 1932)
  - Grzegorz Rdzanek, polski politolog, wykładowca akademicki (ur. 1973)
- 2024:
  - Paul Di’Anno, brytyjski wokalista, członek zespołów: Iron Maiden i Killers (ur. 1958)
  - Michał Kobusiewicz, polski archeolog (ur. 1939)
  - Peter Marzinkowski, niemiecki duchowny katolicki, duchacz, biskup Alindao (ur. 1939)
  - Giovanni Battista Morandini, włoski duchowny katolicki, arcybiskup, nuncjusz apostolski (ur. 1937)

## Astronomia
- Maksimum roju meteorów Orionidów.

## Popkultura
W filmie Powrót do przyszłości II, Marty McFly, dr Emmett Brown i Jennifer Parker przenieśli się wehikułem czasu z roku 1985 do 21 października 2015 roku.